# Allerheiligenkirche (Lehr)

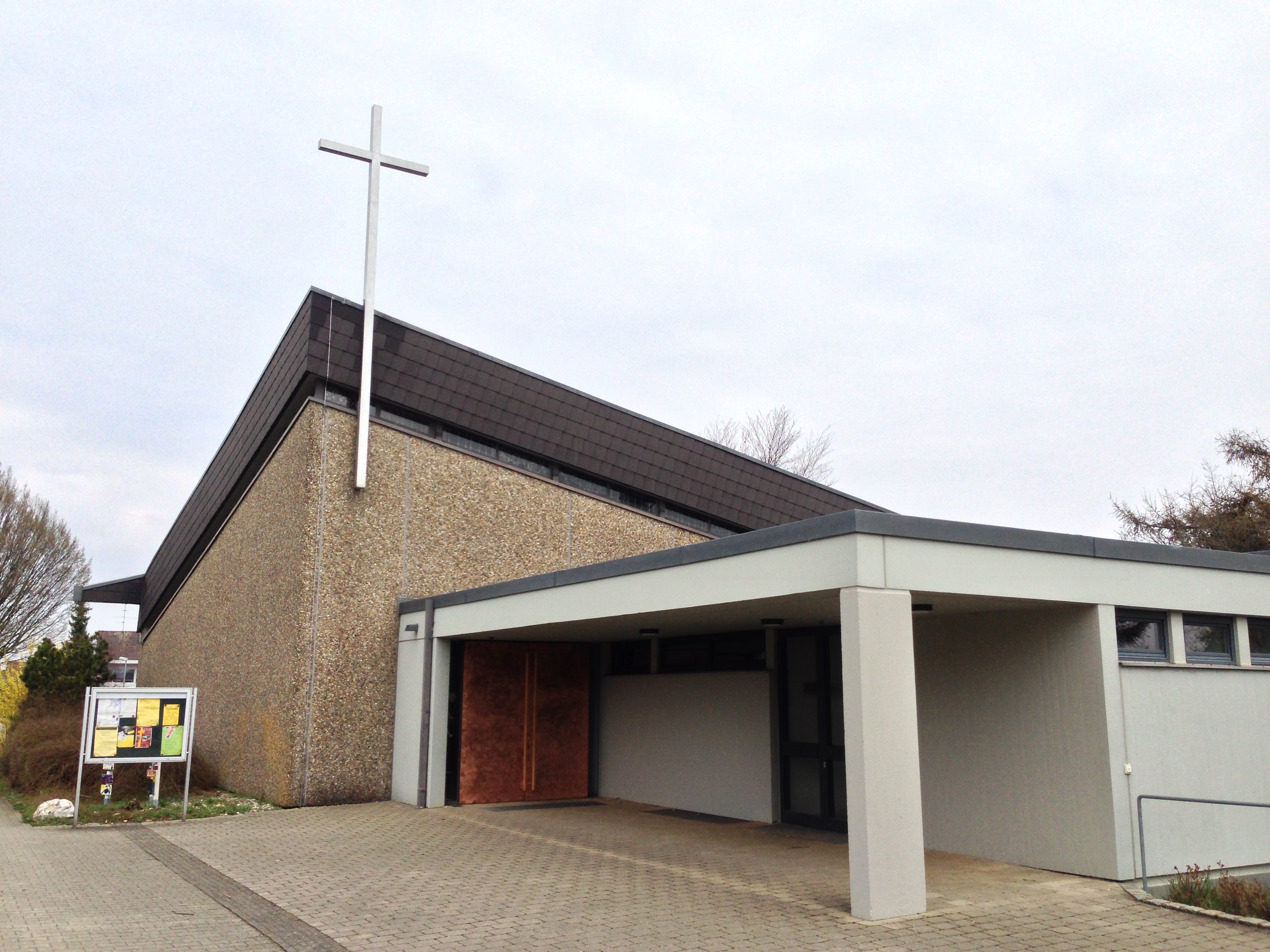
Allerheiligenkirche in Ulm-Lehr

Die Allerheiligenkirche ist eine von 1972 bis 1975 erbaute römisch-katholische Kirche in Ulm-Lehr. Sie ist Filialkirche der Kirchengemeinde St. Maria Suso im Ulmer Stadtteil Eselsberg. Ihr Patrozinium ist das Hochfest Allerheiligen am 1. November.

## Geschichte
Erst durch den Zuzug von Heimatvertriebenen entstand nach dem Zweiten Weltkrieg ab 1946 eine katholische Bevölkerungsgruppe in Lehr. Ab 1946 war für diese Katholiken der Pfarrer von Bollingen, Hermann Hentschel, zuständig. Gottesdienste fanden ab 1960 unregelmäßig in der Evangelischen Marienkirche statt.
Die katholische Gemeinde wuchs bis 1970 so an, dass die kleine Marienkirche zu klein wurde. Zudem wünschten sich die Katholiken einen eigenen Versammlungsort und eigene Räumlichkeiten für das Gemeindeleben. Pfarrer Hentschel nahm deshalb kurz vor seinem Tod 1970 erste Verhandlungen mit örtlichen Landwirten auf, um ein Grundstück für einen Kirchenbau mit Gemeindezentrum zu erwerben. Als Bauplatz war zunächst ein Grundstück am Rand des damals entstandenen Industriegebietes an der Ringstraße vorgesehen, das allerdings anderweitig bebaut wurde. Stattdessen konnten am 19. Oktober 1971 unter Pfarrer Nikolaus Stark mit Unterstützung des Bürgermeisters Walter Leypoldt und des Gemeinderates von drei Eigentümergemeinschaften mehrere Grundstücke nahe dem Ortskern am Mariusweg erworben werden. Diese wurden durch eine freiwillige Baulandumlegung zum neuen Bauplatz vereinigt. Auf diesem wurde die heutige Kirche errichtet.
Nach Planungen des Architekturbüros Albrecht, Wilhelm und Gerold Reutter aus Wernau (Neckar) wurde am 26. September 1972 mit dem Rohbau der Allerheiligenkirche begonnen. Am 11. Mai 1973 konnte im fertiggestellten Rohbau provisorisch ein erster Gottesdienst mit dem damaligen Ulmer Dekan Ferdinand Bamberger gefeiert werden.
Von 1973 bis 1975 erfolgte die Innenausstattung durch den Pfarrer und Künstler Nikolaus Stark (* 28. Mai 1931). Er schuf alle Steinskulpturen (Altar, Ambo, Tabernakel, Marienstatue), das Kreuz sowie alle Fresken. Deren theologische und inhaltliche Konzeption wurde auf mehreren Gemeindeversammlungen mit den Gemeindemitgliedern diskutiert.
Die Außenanlagen der Kirche wurden von den Gemeindemitgliedern in Eigenleistung angelegt. Planung und Koordination dieser Arbeiten lagen beim Lehrer und Bürgermeister Walter Leypoldt, der zwar selbst evangelisch war, aber als enger Freund von Pfarrer Stark den Bau der katholischen Kirche als Herzensangelegenheit ansah und maßgeblich förderte.
Am 4. Mai 1975 wurde die Allerheiligenkirche von Bischof Georg Moser geweiht. Er schenkte bei der Kirchweihe der Kirche eines der beiden Messgewänder, die er zu seiner Bischofsweihe selbst geschenkt bekommen hatte.
1986 wurde die Kirche von Nikolaus Stark nachträglich mit einem Glasfensterzyklus ausgestattet. Ferner schenkte er der Kirche 1996 einen gemalten Kreuzweg.
2000 wurde die Kirche nach Hagel- und Wasserschäden umfangreich saniert und die Bausubstanz gesichert. Zudem wurde der ursprüngliche Teppichboden entfernt und durch ein Parkett ersetzt. Die Bilder von Nikolaus Stark wurden von ihm renoviert bzw. nachgemalt und, wo die Fresken zerstört waren, auf Holzplatten neugemalt und am gleichen Ort angebracht. Zudem wurde der Altarraum durch Entfernung einer Bankreihe optisch erweitert und ein neues Farbkonzept umgesetzt.

## Baubeschreibung
Die Kirche ist konstruktiv und planerisch Teil einer Reihe von Kirchenbauten, welche von dem Architekten Gerold Reutter als Serienkirchen aus Betonplatten entworfen wurden. Sie ist daher in ihrer äußeren Gestaltung weitgehend identisch mit zahlreichen Kirchen in Süddeutschland wie z. B. St. Andreas in Stuttgart-Gehenbühl, St. Paulus in Beuren, St. Katharina in Sulzgries bei Esslingen und St. Elisabeth in Sondelfingen bei Reutlingen. Hinsichtlich der Innenausstattung unterscheidet sie sich von diesen „Schwesterkirchen“ sowohl baulich als auch optisch allerdings stark.
Der Grundriss der Kirche ist quadratisch und bemisst sich auf 16,55 mal 16,55 Meter. Der Bau besteht aus vorgefertigten, zweischaligen Betonwandplatten. Die Innenseiten der Wände sind geglättet, die Außenseiten sind mit Ausnahme der ebenfalls glatten Fensterlamellen in Waschbeton ausgeführt. Außen umgibt die Kirche im gesamten Dachbereich ein Band aus anthrazitfarbener Eternit-/Pappschindelung.
Die Achse des Raumes und der Altar liegen in der Diagonalen. Das Gestühl ist zur Achse hin eingedreht. Der Altarraum wird durch eine individuell eingefügte Konche abgeschlossen, wodurch der gesamte Raum sehr breit bei gleichzeitiger Fokussierung auf den Altar selbst wirkt.
Die Fenster sind seitlich in gebäudehohen Säulenkonstruktionen eingebaut. Das Licht wird dabei durch Lamellen blendungsfrei und indirekt nach vorne gelenkt. Dadurch gelingt eine sehr helle Ausleuchtung mit Tageslicht.
Die Decke hebt sich entlang der Diagonalachse über die gesamte Kirchenlänge. Sie ist innen als untergehängte Holzdecke ausgeführt, die zunächst in Natur, seit 2000 hellgrau gefasst ist.
Der Boden besteht seit der Sanierung im Jahr 2000 aus rötlich braunem Hartholzparkett, zuvor war ein grauer Industrieteppichboden eingebracht.
Auf der dem Altar gegenüberliegenden Gebäudekante steht eine Orgelempore auf zwei schlichten Säulen. Sie schafft für den Besucher, der die Kirche aus dem darunter liegenden Eingangstor betritt, eine schrittweise Raumerfahrung aus dem dunklen und niedrigen Eingangsbereich in die hohe Weite des Kirchenschiffs.

## Ausstattung

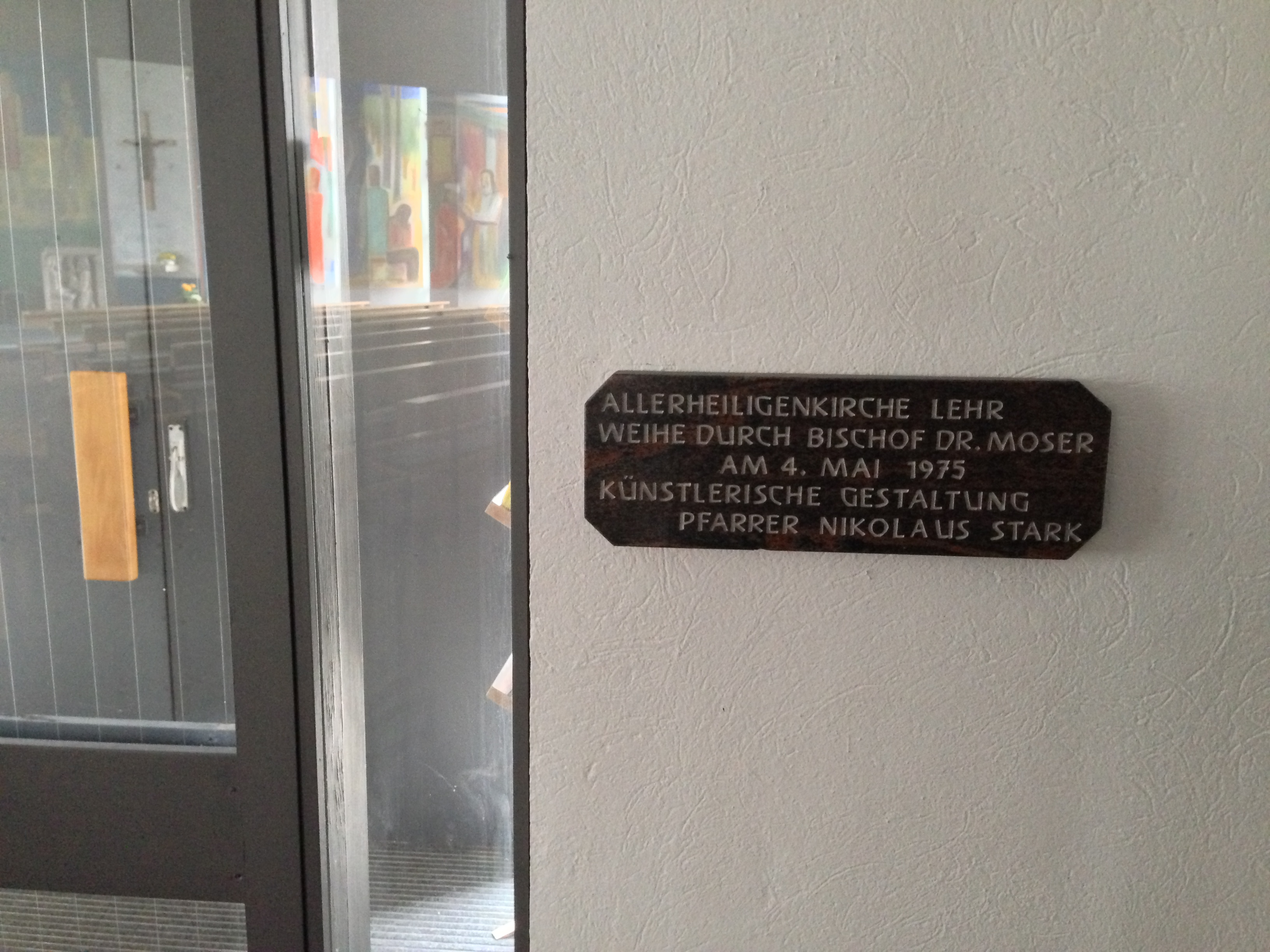
Gedenktafel

Erst die Ausstattung macht die im Übrigen als schlichte Beton-Serienkirche unscheinbare Allerheiligenkirche kunsthistorisch überhaupt relevant. Die gesamte Innenausstattung wurde ausnahmslos von dem Maler-Pfarrer Nikolaus Stark entworfen und ausgeführt. Sie besteht aus den steinernen Bildhauerarbeiten, Fresken, Wandbildern, Glasfenstern und Bronzeskulpturen. Sämtliche dargestellte Motive wurden von Pfarrer Stark zwischen 1973 und 1974 in mehreren Gemeindeversammlungen theologisch und künstlerisch mit den Gemeindemitgliedern diskutiert und ausgewählt. Auch der damalige Tübinger Professor Walter Kasper wurde als Kurskollege von Nikolaus Stark ebenso wie Rudolf Kilian in die Konzeption einbezogen.
Durch diese Ausschmückungssituation ist die Allerheiligenkirche ein kunsthistorisch und theologisch bemerkenswertes Zeugnis der Kirchenbaukunst in den 1970er Jahren. Wegen der Ausschmückung nur durch den Maler-Pfarrer Nikolaus Stark allein bildet sie im Inneren ein stimmiges, theologisch wie künstlerisch einmaliges Gesamtkunstwerk, das sie von anderen Kirchen deutlich abhebt. Unter den Werken von Nikolaus Stark dürfte die Allerheiligenkirche sein schöpferisches Hauptwerk darstellen.

### Altarraum
Zum von der Konche im Nordosten abgerundeten Altarraum führen zwei Stufen hinauf. Sie bestehen aus blauem, glattgeschliffenem Stein. Vom dunklen Boden heben sich Altar, Ambo und Tabernakel als helle Natursteinquader ab.
Im Zentrum steht der Altar aus graubraunem Schwemmkalkstein. Er ist zwischen zwei glatten Bändern oben und unten an der Front großflächig grob behauen ohne jedes Motiv, im Übrigen glatt geschliffen.
Auf dem Altar stehen zwei schwere Bronzeleuchter, die von dem Ellwanger Künstler und Lehrer Starks Helmut Esdar gegossen wurden. Der eine Leuchter zeigt den Priester Zacharias, zu dem der Engel Gabriel tritt. Auf dem anderen Leuchter verkündet ein Engel den Hirten die Geburt Christi.
Auf der linken Seite des Altars steht, aus demselben Material wie der Altar, der Ambo. Auf dem an der Front tief eingeschlagenen Relief ist rechts der sitzende Christus dargestellt, der mit einer abwehrenden Handbewegung Satan, den Versucher, von sich weist. Dieser ist stehend dargestellt, wie er einen Stein in der Hand hält, den Christus in Brot verwandeln soll.
An der Wand links vom Ambo hängt das große Altarkreuz aus Bronze, welches das ursprüngliche Holzkreuz, das in den 1980er Jahren gestohlen wurde, ersetzt. Darunter ist eine einfache steinerne Kredenz aus Kalkstein angebracht.
Auf der rechten Seite des Altars steht als Pfeiler hochaufragend der Tabernakel aus weißem, griechischem Marmor. In diesen ist der eigentliche bronzene Tabernakelkasten vorwärts und seitlich herausragend eingelassen. Die Front und rechte Seite sind oberhalb des Tabernakelschranks mit der Szene von Jesus und der Samariterin am Jakobsbrunnen verziert. Unterhalb ranken sich Pflanzen nach oben.
Rechts vom Tabernakel thront an einem Pfeiler die große Muttergottesstatue aus demselben Stein wie Ambo und Altar.
Der Altarraum wird beherrscht von dem Altarbild, einem gebäudehohen Wandfresko, welches die gesamte Konche in sehr klaren, leuchtenden Farben ausfüllt. Es zeigt die Erscheinung des Auferstandenen am See Tiberias. Im Hintergrund sind unter rötlich-schwarzem Himmel die Jünger beim Fischen zu erkennen. Einer von ihnen (Petrus) hat sich ins tiefblaue Wasser gestürzt und schwimmt ans Ufer. Dort steht auf ockerfarbenem Strand in einer weißen Gloriole Christus am Feuer, auf dem Fische braten. Die Jünger links von ihm am Ufer halten respektvollen Abstand, während rechts von Christus erneut Petrus zu sehen ist, der ihm auf seine Frage „Liebst du mich?“ Rede und Antwort steht. Neben Petrus (wie ein Symbol für ihn) ragt ein starker rotbrauner Fels aus, neben dem ein starker, schlanker Baum (Symbol für die wachsende Christengemeinde) emporwächst.

### Wandbilder
Ausschließlich auf der linken Seite des Kirchenschiffs sind an den Fenstersäulen sechs große Gemälde auf Holzplatten angebracht. Sie zeigen sechs Szenen aus dem Alten und Neuen Testament.
- Vorne zunächst den Sündenfall:[7]  Adam und Eva stehen, beide eine verbotene Frucht essend nackt unter dem Baum, an dem sich die riesige Schlange emporschlängelt.
- Danach Abraham, der zum nächtlichen Sternenhimmel aufblickt.[8]
- Anschließend Moses vor dem brennenden Dornbusch kniend.[9]
- Danach König David, der vor dem Propheten Nathan kniet und von diesem die Vergebung Gottes zugesagt bekommt.[10]
- Das folgende Bild zeigt die nach Babylon verschleppten Israeliten. Entsprechend dem Psalmwort sitzen sie klagend am Wasser, ihre Harfen hängen in den Bäumen.[11]
- Schließlich der Zöllner Zachäus, der im Baum steht und vom vorüberkommenden Christus heruntergerufen wird.[12]

### Glasfensterzyklus
Süd- und Westseite der Kirche verziert unmittelbar unter der Decke ein schmaler Glasfensterfries. Er zeigt in 15 Szenen den Schöpfungsbericht im Bild. Die sechs Schöpfungstage werden jeweils zwischen dunklen Ornamentflächen durch je zwei Fenster dargestellt. Vor dem ersten Schöpfungstag aber wird ebenso wie nach dem siebten Tag in je einem Bild die Perversion von Schöpfung und menschlicher Selbstverwirklichung dargestellt.
Die Fenster sind in klaren Strukturen gestaltet. Die Farben sind ebenso klar und rein wie im Altarbild. Sie stammen aus der Werkstatt des Ulmer Kunstglasers Hubert Deininger. Die Fenster wurden nachträglich 1986 eingebaut.

### Kreuzweg
An der Westseite der Kirche – im Rücken der linken Gemeindebänke – hängt ein in den 1990er Jahren von Nikolaus Stark für die Kirche gefertigter Kreuzweg aus 16 quadratischen, bemalten Holztafeln.

### Orgel
Auf der Orgelempore steht eine kleine zweimanualige Orgel mit fünf Registern. Sie wurde 1967 als  Opus 842 von der Firma Gebr. Späth Orgelbau aus Ennetach gebaut und hat folgende Disposition:
| I. Manual C–g3 |                    |    |
| 1.             | Prinzipal (Metall) | 8′ |
| 2.             | Gedackt (Holz)     | 4′ |

| II. Manual C–g3 |                    |    |
| 3.              | Gedackt (Holz)     | 8′ |
| 4.              | Prinzipal (Metall) | 2′ |

| Pedal C–f1 |               |     |
| 5.         | Subbaß (Holz) | 16′ |

- Koppeln: II/I, I/P, II/P

## Nebengebäude
Zum Gebäudekomplex der Kirche gehören neben der Sakristei ein Gemeindesaal mit kleiner Küche und Toilettenanlagen sowie im Untergeschoss zwei kleine Gemeinde- und Jugendräume. Diese Anbauten sind in Sichtbeton mit gehobelter Bretterverschalung und flachem Kiespressdach ausgeführt.
Vom Bau eines ursprünglich daneben ebenfalls geplanten Pfarrhauses wurde aus Kostengründen abgesehen. Gleiches gilt für einen eigentlich vorgesehenen Glockenturm. Stattdessen wurde an der Südseite der Kirche ein hohes, lateinisches Kreuz aus Aluminium als deutlich sichtbares Kirchenattribut angebracht, welches das Kirchendach überragt und mit einer Gesamthöhe von etwa 16,5 Metern das Ortsbild weithin prägt.

## Sonstiges
- Die Allerheiligenkirche wird zu Anlässen mit größerer Gottesdienstbesucherzahl in ökumenischer Verbundenheit auch der Evangelischen Kirchengemeinde überlassen, deren mittelalterliche Marienkirche sehr klein ist.